# Tõrise järv
Tõrise järv (järv = See) ist ein künstliches Gewässer auf der größten estnischen Insel Saaremaa in der Ostsee. Es hat die Form eines Rechtecks mit den Maßen 640 mal 70 m. Das namensgebende Dorf Tõrise liegt etwa 100 m südlich. Die Wasseroberfläche liegt in etwa 35 m über der Meeresoberfläche.
Einige Meter östlich des Sees verläuft die Eikla-Lussu-Straße, die von Kaubi nach Järise führt.